# I Believe in You (Kylie Minogue)
I Believe In You è il primo singolo estratto dalla raccolta Ultimate Kylie della cantante Kylie Minogue.

## Informazioni
Si tratta di un brano dance-pop ed elettropop, co-scritto e prodotto per lei da Jake Shears. Il pezzo è stato scelto per presentare e promuovere la raccolta Ultimate Kylie, la seconda raccolta di successi ufficiale della cantante. Grazie ad un cambio di look, più maturo e sobrio, una produzione attenta ai dettagli e la buona qualità vocale della cantante, il pezzo riesce a farsi strada nelle classifiche mondiali. In UK arriva al #1 nell'airplay ma debutta al #2 della classifica singoli per far posto al brano dei Band Aid, unione di artisti britannici per beneficenza. In Europa è un enorme successo, arriva direttamente al #1 della classifica singoli generale. Il brano ha riscosso notevole successo anche nel mondo ed ha venduto complessivamente circa 2,5 milioni di copie nel mondo. Il video, che ha un vago sapore elettronico anni '80, vede la cantante impegnata all'interno di una bolla fatta di neon su di un palco nero cantando molto lentamente; nella seconda parte del video si aggiungeranno i ballerini vestiti a loro volta di luci colorate.
È stata inoltre incisa una rara versione orchestrale con relativo video che vede la cantante interpretare il brano in una stanza piena di specchi in veste un po' rétro. Questa ballad è stata appositamente creata per The Kylie Show andato in onda per la prima volta il 10 novembre 2007 sull'emittente televisiva britannica ITV. The Kylie Show è stato registrato nei London Studios e si tratta di un'eccezione televisiva per celebrare i 20 anni di carriera della diva del pop. Lo stesso show è servito per promuovere il suo album X.

## Accoglienza
I Believe in You ha ricevuto un responso positivo da parte di molti critici musicali. Una recensione di Mark Edwards da Stylus Magazine l'ha definito "un capolavoro" e "un ritorno straordinario alla forma" dal precedente album, Body Language, che non era stato gradito da alcuni critici. Joey Rivaldo, in una recensione per About.com, ha detto che il brano era "perfetto per la radio" e lo ha gradito per la sua "bella sonorità pop di base".

## Tracce
European CD Single 1
1. I Believe in You - 3:22 - Minogue, Shears
2. B.P.M. - 4:13

European CD Single 2
1. I Believe in You - 3:22
2. I Believe in You (Mylo Vocal mix) - 6:02
3. I Believe in You (Skylark mix) - 7:57
4. I Believe in You (music video)

European 12" Single
1. I Believe in You - 3:22
2. I Believe in You (Mylo Dub) - 6:02
3. I Believe in You (Skylark mix) - 7:57

Australian CD
1. I Believe in You - 3:22
2. B.P.M. - 4:13
3. I Believe in You (Mylo Vocal mix) - 6:02
4. I Believe in You (Skylark mix) - 7:57
5. I Believe in You (music video)

## Classifiche
| Classifica (2004-05) | Posizione massima |
| -------------------- | ----------------- |
| Australia            | 6                 |
| Austria              | 4                 |
| Belgio (Fiandre)     | 13                |
| Belgio (Vallonia)    | 20                |
| Danimarca            | 2                 |
| Finlandia            | 20                |
| Francia              | 35                |
| Irlanda              | 9                 |
| Italia               | 11                |
| Norvegia             | 13                |
| Nuova Zelanda        | 29                |
| Paesi Bassi          | 14                |
| Paraguay             | 2                 |
| Regno Unito          | 2                 |
| Romania              | 1                 |
| Spagna               | 5                 |
| Svezia               | 16                |
| Svizzera             | 6                 |